# Harley-kalamajka
A Bohóctréfa, második szinkronban Harley-kalamajka (eredeti cím: Harlequinade) a Batman: A rajzfilmsorozat második évadjának ötödik része. Amerikában 1994. május 23-án mutatták be. Második magyar szinkronos változattal az RTL Spike vetítette le 2017. január 18-án.

## Cselekmény
Joker vásárol egy bombát és azt tervezi, hogy felrobbantja egész Gotham City-t. Hamilton Hill polgármester nem hajlandó evakuálni a várost, így Batmannek segítségre van szüksége, ha időben meg akarja találni Jokert.
Egyezséget ajánl Harley Quinnnek, hogy ha segít neki megállítani Jokert, akkor elintézi, hogy szabadlábra helyezzék és elhagyhassa az Arkham Elmegyógyintézetet. 
Harley gyanakodva, de az ígérettől boldogan belemegy az egyezségbe. Először régi búvóhelyükre vezeti Batmant, ahol az csodálkozva látja, hogy Joker az egész várost megfigyeli. Ezután elmennek Boxy Bennetthez, megtudni, Joker hová vihette a bombát. Hatalmas verekedésbe és lövöldözésbe keverednek, de időben érkezik Robin és megmenti őket.
Időközben Joker a polgármester villájában, a medencében fürdik és közli, hogy ezúttal nem érdekli a pénz, az összes ellenségét egyszerre fogja megsemmisíteni. Batman és Robin időben érkezik, azonban Harley közbe lép, felrúgja az egyezséget, mondván senki sem bánthatja Mr. J-t. Joker ugyan meglepődik hogy Harley megjelent, de örömmel invitálja, hogy tartson vele, és aktivizálja a bombát.
Batman és Robin közben felhívja a lány figyelmét, hogy Jokernek aligha lett volna ideje visszamenni érte, a hiénáikért és barátaikért a robbanás előtt Arkhamba. Mikor Harley ezt szóvá teszi, Joker csak annyit mond "Veszek neked aranyhalakat!" Harley megharagszik szerelmére és megakadályozza, hogy az elmeneküljön a helyszínről, igaz, időközben Batman hatástalanítja a bombát. Joker repülőgépe lezuhan, majd mikor előmászik a roncsok közül, Harley egy pisztolyt fog rá. Joker ekkor azt mondja lánynak, hogy egy millió év alatt sem lenne hozzá ereje, hogy ártson neki. A lány fájdalmában meghúzza a ravaszt, azonban a fegyverben éles lőszer helyett egy "RAT TAT TAT" feliratú zászló ugrik elő, Batman és Robin megkönnyebbülten felsóhajt.
Harley egy pillanatra megíjed Joker reakciójától, azonban végül megbocsájtanak egymásnak és megölelik a másikat, így újra fellobban az értelmetlen romantika.

## Szereplők
| Szereplő             | Eredeti hang  | Magyar hang        | Magyar hang        |
| Szereplő             | Eredeti hang  | 1. magyar változat | 2. magyar változat |
| -------------------- | ------------- | ------------------ | ------------------ |
| Batman / Bruce Wayne | Kevin Conroy  | Rosta Sándor       | Sótonyi Gábor      |
| Hamilton Hill        | Lloyd Bochner | Kardos Gábor       | Papucsek Vilmos    |
| James Gordon         | Bob Hastings  | Szokolay Ottó      | Forgács Gábor      |
| Boxy Bennet          | Dick Miller   | Csuja Imre         | ?                  |
| Joker                | Mark Hamill   | Kassai Károly      | Háda János         |
| Harley Quinn         | Arleen Sorkin | Farkasinszky Edit  | Mahó Andrea        |
| Robin / Dick Grayson | Loren Lester  | Tahi József        | Moser Károly       |

## Érdekességek
- A Joker gépe sok hasonlóságot mutat a Handley-Type O bombázóval, csakúgy mint a géppuskákkal.
- Harley Quinn elismeri ebben az epizódban, hogy: "És azt hitted csak egy üres fejű szőke vagyok?! Nos, ez csak egy vicc, tévedtélǃ Nem is vagyok igazi szőke".
- Amikor Joker és Harley megöleli egymást az epizód végén, Joker azt mondja Harleynak "Baby, te vagy a legnagyobb". Ez utalás a The Honeymooners (Nászutasok) című filmre, amikor Ralph és felesége megölelik egymást, miután kapcsolatuk normalizálódott.
- A zongorista feltűnően hasonlít hasonlít Fred Astaire-re.